# Gîtes de France
Gîtes de France [ʒit dəˈfʁɑ̃s], offiziell Fédération Nationale des Gîtes de France, ist eine französische Tourismusorganisation. Sie vermittelt Ferienhäuser, die in der Nähe des Hauses des Vermieters liegen, meist möbliert sind und eine eigene Küche haben. Gîtes de France ist Marktführer in ihrem Bereich.
Die Organisation basiert auf Vereinsrecht gemäß Gesetz vom 1. Juli 1901 und kann etwa 58.000 Unterkünfte anbieten. Sie stellt Kataloge für zahlreiche Regionen zusammen. Es gibt eine Klassifizierung nach Komfort (von ein bis zu fünf Ähren). Die Organisation wurde 1955 gegründet. 1974 wurde ihr Stammsitz in Paris eröffnet, das Maison du Tourisme Vert (dt. Haus des grünen Tourismus). Ab 1987 gab es die Möglichkeit, per Minitel zu buchen, seit 1998 gibt es das eigene Portal. Seit 2008 werden besonders hochwertige Unterkünfte unter der Marke Charme vermarktet. Seit 2011 gibt es Buchungsmöglichkeiten per Android und iPhone.
Die Organisation hat rund 600 Mitarbeiter und ist in 95 Départements vertreten. Man arbeitet mit 44.000 Eigentümern zusammen. 35 Millionen Urlaubstage werden vermittelt und so 450 Millionen Euro Umsatz generiert. 80 Prozent der Kunden stammen aus Frankreich.
Weitere Anbieter auf diesem Markt sind Accueil Paysan, Bienvenue à la ferme und Clévacances.